# 奥戸街道
奥戸街道（おくどかいどう）は、東京都道60号市川四ツ木線のうち、蔵前橋通り交点（東京都江戸川区西小岩二丁目）から平和橋通り交点（奥戸街道入口交差点・東京都葛飾区立石一丁目）まで区間の愛称として用いられる。

## 概要
1927年（昭和2年）8月の東京府の都市計画の中に「補助線道路86号」（現在の東京都道60号市川四ツ木線の一部）があり、これが奥戸街道のうち本奥戸橋以東にあたる。本奥戸橋より西は江戸時代以前よりある「立石道」の一部にあたる。1984年（昭和59年）5月に東京都建設局によって新たに愛称が設定された60路線のうちの一つである。

## 交差・接続している道路
- 蔵前橋通り（東京都道315号御徒町小岩線）
- 環七通り（東京都道318号環状七号線）
- 平和橋通り（東京都道308号千住小松川葛西沖線）

## 橋梁
- 奥戸新橋（新中川）
- 本奥戸橋（中川）

## その他の情報
京成立石駅周辺では、立石大通りと呼ばれることがある。